# Luzernebehangersbij
De luzernebehangersbij (Megachile rotundata) is een vliesvleugelig insect uit de familie Megachilidae. De wetenschappelijke naam van de soort is gepubliceerd in 1793 door Fabricius.
De bij is 7 à 9 mm lang, wat het een van de kleinste behangersbijen maakt. Behalve de grootte is de witte beharing een onderscheidend kenmerk.
Oorspronkelijk komt de soort uit Midden- en Zuid-Europa, Noord-Afrika en Oost- tot Midden-Azië, maar tegenwoordig komt hij ook in de Lage Landen voor. In Nederland werd hij voor het eerst waargenomen in Groesbeek in 2009; België volgde in 2013. Nadien werd hij op nog meer Belgische plaatsen waargenomen, vooral in steden. Mogelijk komen ze vooral daar voor, doordat steden een steeds warmer microklimaat vormen. De soort lijkt zich er intussen goed gevestigd te hebben. De luzernebehangersbij komt ook voor in Noord-Amerika, Nieuw-Zeeland en Australië, waar ze is uitgezet als bestuiver.
De bij maakt een nest in natuurlijke en kunstmatige plaatsen als holle stengels, gangen in dood hout en soms ook in de grond en in leemwanden. Met gekauwd plantenmateriaal sluiten ze de nesten af. In luzernevelden gebruiken ze daar blaadjes van die plant voor, vandaar ook de naam van het dier. De luzernebehangersbij wordt ook commercieel ingezet als bestuiver van deze plant. De bij is echter niet speciaal gebonden aan luzerne; ze wordt ook waargenomen op lelieachtigen, lipbloemen, schermbloemen, vetplanten en vlinderbloemen. In België beperkten waarnemen zich tot honingklaver, witte klaver, haagwinde en wit vetkruid.